# 한경국립대학교
한경국립대학교(韓京國立大學校, Hankyong National University)는 대한민국 경기도 안성시와 평택시에 소재한 국립 대학이다. 각각 1939년, 2002년 개교한 안성공립농업학교와 한국재활복지대학을 모태로 둔 한경대학교와 한국복지대학교가 2023년 3월에 통합하여 현재에 이르고 있다.
국문 약칭으로 한경국립대(韓京國立大) 혹은 한경대(韓京大) 등이 사용되며, 영문 약칭은 HKNU를 사용하고 있다. 2024년 기준, 통합된 양 대학의 2개 캠퍼스에 17개 학부, 일반대학원과 3개 특수대학원이 편제되어 있다.

## 연혁
한경국립대학교는 1939년 설립된 안성공립농업학교가 모태로, 1950년 안성농업고등학교로 농업을 교수하는 중등교육기관으로 개편되었다. 1965년, 안성농업고등전문학교로 개편되어 5년 뒤인 1970년 안성농업전문학교로 교명을 변경하였고, 1977년 공립 교육 기관에서 국립 교육 기관으로 이관되었다. 2년 뒤인 1979년, 안성농업전문대학으로 본격적인 고등교육기관인 전문대학으로 개편되었으며, 1993년 안성산업대학교로 산업대학으로 개편되어 2012년 일반대학으로 전환되었다. 한국복지대학교는 장애인을 위한 국립 고등교육기관 설립을 목표로 2001년 전문대학인 한국재활복지대학으로 설립한 것이 시작이며, 2012년 교명을 변경한 바 있다.

### 1939년~1999년
1939년 3월, 박필병의 기부금을 바탕으로 경기도 안성군 안성읍(현 경기도 안성시) 일대에 안성공립농업학교가 설치되었다. 이후 1965년 1월, 실업고등 전문학교가 설치됨에 따라 중등교육기관인 안성농업고등전문학교로 개편되었다. 이후 1970년 8월, 고등교육기관인 전문학교로 승격되어 안성농업전문학교로 개편되었다.
이윽고 1977년 9월, 공립학교에서 국립학교로 이관되었고, 전문학교 및 초급대학 일원화 정책에 따라 신설된 전문대학으로 개편되어 안성농업전문대학으로 교명을 변경하였다. 1993년 3월, 산업대학으로 개편되어 안성산업대학교로 교명을 변경한다. 1996년 3월, 산업대학으로서 학교 역사상 첫 대학원인 산업대학원을 개원한다. 이후 1999년 3월, 한경대학교로 교명을 변경한다.
한편, 대한민국 교육부 등은 장애인에게 고등교육 수준의 직업교육 기회 제공을 위한 국립 고등교육기관 설립 계획을 수립하게 되고, 평택시 일대에 부지를 매입하여 학교 설립을 준비하고 있었다.

### 2000년~2012년
한경대학교는 2001년부터 양적 성장을 이어나가기 시작한다. 신규 대학원인 전자정부대학원을 개원하고, 2004년에 중앙도서관을 설치하는 등 대학 기반 시설을 개설하는 데 주력했다. 2012년 3월, 산업대학에서 일반대학으로 전환되었다.
한편, 2002년 3월, 계획된 평택시 일대의 국립 고등교육기관 개교 준비가 마무리된 후 전문대학인 한국재활복지대학이 개교하였고, 2012년 9월, 한국복지대학교로 교명을 변경하였다.

### 2012년~현재
한경대학교는 2018년, 교육부 등으로부터 대학기본역량진단에서 역량강화대학으로 선정된 바 있다. 한편, 2020년 5월부터 한경대학교와 한국복지대학교는 통합을 추진하기 시작했으며, 2023년 3월부터 한경국립대학교로 교명을 변경하고, 기존의 한국복지대학교는 한경국립대학교 평택캠퍼스 등으로 승격하였다. 
2024년 현재 이원희가 총장직을 수행하고 있다.

## 교육편제
한경국립대학교는 2022년 기준, 학부 과정은 단과대학을 설치하지 않은 채 인문융합공공인재학부 등 17개 학부를 설치하고 있다. 대학원 과정의 경우 일반대학원과 특수대학원으로 산업대학원, 공공정책대학원, 국제개발협력대학원 등 3개원을 운영하고 있다.

### 학부
한경국립대학교는 단과대학 체계를 폐지하였기 때문에, 학부 체계로 전공을 편제한다.
이에 따라 안성캠퍼스에 인문융합공공인재학부, 법경영학부, 웰니스산업융합학부, 식물자원조경학부, 동물생명융합학부 등 13개 학부를 편제하고 있다. 평택캠퍼스는 컴퓨터응용수학부, 디자인건축융합학부, 재활복지학부 등 6개 학부를 편제하고 있다.

## 사건과 비판

### 한국복지대학교와 학교 통합
2020년 5월, 한경대학교와 같은 경기도내 위치한 국립 전문대학인 한국복지대학교와 통합을 본격적으로 추진하고 있다는 사실이 알려졌다. 학령 인구 감소로 국립 대학이더라도 대학 생존에 어려움이 커지면서 규모를 키우고, 학제 효율화를 꾀하겠다는 전략으로, 학교 구성원 대부분이 찬성하고 있는 것으로 알려졌다. 2020년 6월, 양 대학이 합의 의사를 확인하고 합의서를 체결한 데 대한 후속 조치로 2021년 1월, 신청서를 교육당국에 제출한 것으로 알려졌다.
통합 과정 진행 중 안성시 시민 사회를 중심으로 한경대학교 공학 학부 중 일부 학부 등이 대학 통합 후 한국복지대학교가 위치한 평택으로 이전된다는 소문이 퍼지며 일부 시민단체에서 반발의 목소리가 나왔다. 한경대학교와 한국복지대학교측은 당황하면서도, "지역사회와 충분한 토의를 거치겠다."는 입장과 함께 주민 의견을 듣기 위한 공청회 등을 개최하고 있는 것으로 알려졌다. 통합 대학은 이원화 캠퍼스 체계로 운영하며, 한경대학교의 교사인 안성캠퍼스는 산업 융합, 스마트 농업 학문에 특화하고, 한국복지대학교의 교사인 평택캠퍼스는 장애에 구분 없이 교육받을 수 있는 고등교육 캠퍼스로 구성했다.
한편, 통합 대학은 강릉원주대학교, 한국교통대학교 등의 통합 사례와 같이 다른 교명으로 변경할 예정이며, 2020년 10월 진행된 공모 결과에 따라 경기국립대학교를 1순위 교명으로 계획하고 있는 것으로 알려졌다. 이 교명은 지난 2009년 특허청에서 한경대학교가 경기대학교를 상대로 교명을 침해했다고 판단한 경기도국립대학교와 유사하여, 경기대학교측과 교명 분쟁의 여지를 남겼다.
2022년 4월 27일, 통합 계획이 교육부 심의를 통과함에 따라 2023년 3월부터 한경국립대학교로 교명을 변경하였으며, 안성캠퍼스가 대학본부 역할을 수행하게 된다.

## 캠퍼스 위치

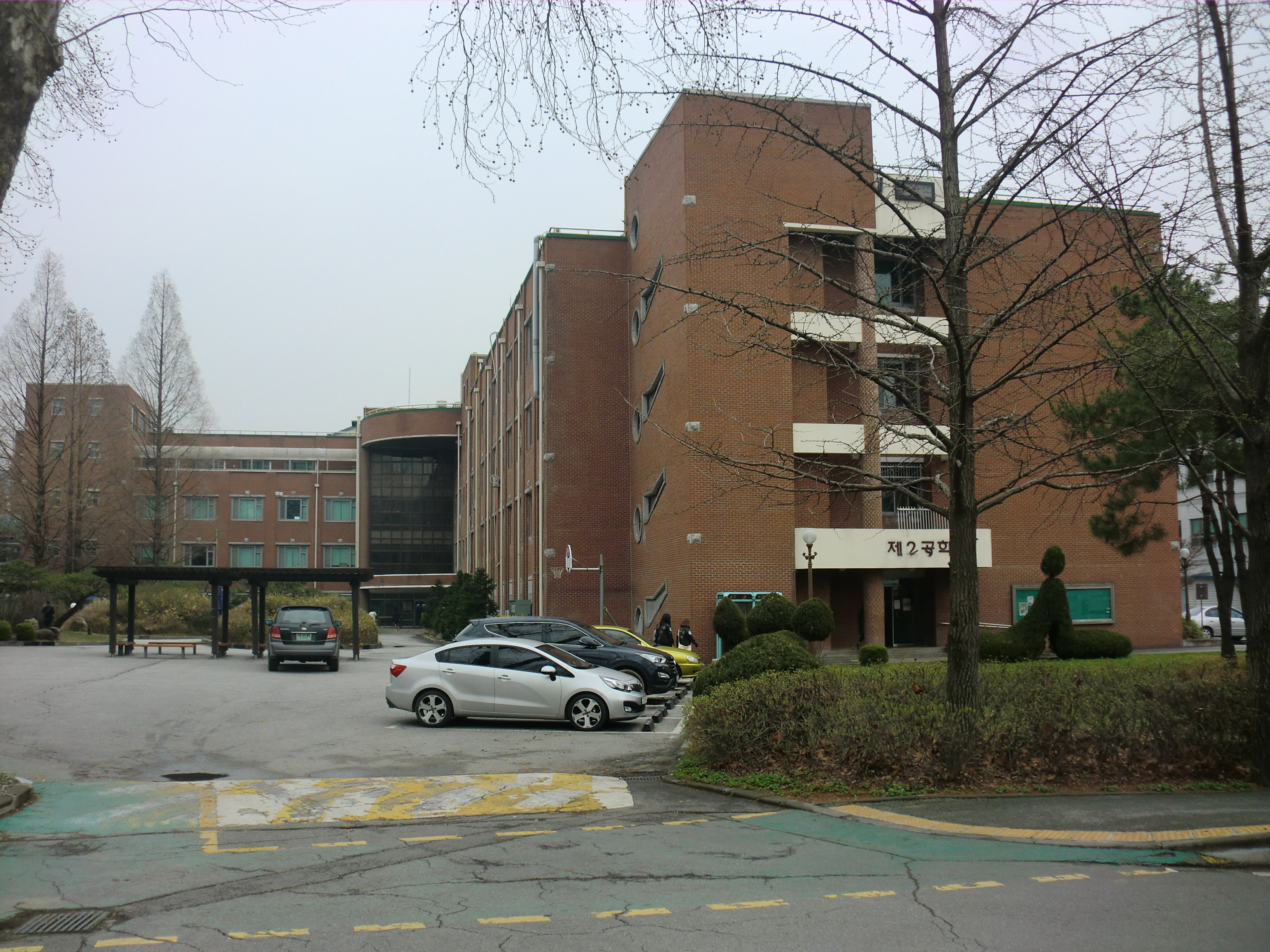
한경국립대학교 안성캠퍼스 제2공학관

한경국립대학교는 경기도 소재 국립 대학으로, 안성시와 평택시에 캠퍼스가 위치하고 있다.

### 안성캠퍼스
한경국립대학교 안성캠퍼스는 안성동에 위치한다. 캠퍼스 부지는 약 16만m²로, 국립 대학 중에서는 다소 좁은 편이다. 한경국립대학교가 출범하기 전, 한경대학교의 캠퍼스가 현재까지 이어진 것이다. 대학본부 역할을 수행하는 캠퍼스로서, 약 22동의 건축물이 위치하고 있다.
캠퍼스는 도심변에 위치해있어 기반 시설이 잘 갖추어져 있으며, 안성교육지원청과 안성시립도서관, 국민건강보험공단 안성지사 등이 주변에 위치해 있다.

### 평택캠퍼스
한경국립대학교 평택캠퍼스는 송탄동에 위치한다. 과거 한국복지대학교의 캠퍼스로, 약 9동의 건축물이 위치하고 있다.

### 기타 대학 시설
한경국립대학교가 설립하거나 소유, 운영 등에 있는 시설에는 캠퍼스 외부에 위치한 시설도 있다. 안성시 보개면 등에 부속농장이 위치하며, 수원시 영통구에 위치한 경기친환경농업연구센터 등이 있다.

## 같이 보기
- 대한민국의 국립 대학 목록
- 대한민국의 대학 목록
- 대한민국의 교육